# الأخضري (الشعر)

تعديل مصدري - تعديل

الأخضري هي إحدى قرى عزلة الأ ملؤك بمديرية الشعر التابعة لمحافظة إب، بلغ تعداد سكانها 184 نسمة حسب تعداد اليمن لعام 2004.